# Паргелий
Паргелий (от др.-греч. παρα- и ἥλιος «солнце» — ложное солнце) или солнце с ушами — один из видов гало, выглядит как светлое радужное пятно на уровне Солнца. Возникает вследствие преломления солнечного света в анизотропно ориентированных кристалликах льда, парящих в атмосфере. Аналогичное явление возникает и около луны (парселена).

## Паргелический круг
Паргелический круг — белый, светлый (иногда местами радужный) круг, огибающий все небо параллельно горизонту на высоте солнца.
Название обусловлено тем, что все паргелии располагаются на этом кругу.

## Виды паргелиев
- 22° паргелии — один из самых распространенных элементов гало. Выглядят как два ярких радужных пятна на высоте солнца, примерно на том же расстоянии от солнца, что и малое гало (22°);
- вторичные паргелии — при наличии кристаллов в виде толстых ледяных пластинок яркие 22° паргелии могут создать свои ложные солнца (они будут располагаться уже на расстоянии 44° от солнца);
- 120° паргелии — выглядят как точки на паргелическом круге на расстоянии 120° от солнца;
- паргелии Лилеквиста — утолщения на паргелическом круге на расстоянии 150—160° от солнца[2];
- антигелий — на расстоянии 180° от солнца.

## Ложный восход
Иногда паргелием ошибочно называют ложный восход солнца, когда ложное изображение солнца поднимается над горизонтом, в то время как само солнце ещё находится под ним. На самом деле это просто короткий солнечный столб, который может быть достаточно ярким, чтобы принять его за восходящее солнце. Аналогичное явление бывает и на закате.

## Классические упоминания в литературе
Феномен упомянут Шекспиром в «Генрихе VI», в песне Die Nebensonnen из шубертовского цикла «Зимний путь», а также описан в рассказах Джека Лондона «Тропой ложных солнц» и «Тайна женской души» («Смок Беллью»).
В «Слове о полку Игореве» упоминается как “четыре солнца засияли над русской землёй», а после „черные тучи с моря идут, хотят прикрыть четыре солнца... Быть грому великому..." Дух воинов упал, войско русское все полегло, а Игорь был взят в плен..